# Редька, Иван Трофимович
Иван Трофимович Редька — советский военный деятель, генерал-майор.

## Биография
Родился в 1908 году в деревне Яблуновка. Член КПСС.
В РККА — с 1931 года.
Участник Великой Отечественной войны: старший преподаватель Ленинградских авиационно-технических курсов усовершенствования ВВС Красной Армии
Окончил Военно-инженерную академию.
В 1952—1969 гг. — начальник Ачинского военного авиационно-технического училища.
Делегат XXII съезда КПСС.
Умер до 1985 года.

## Награды
- Орден Ленина (1956)
- Орден Красного Знамени (1951, 1967)
- Орден Красной Звезды (1944, 1946)